# 토탈멘테 데마이스
《토탈멘테 데마이스》(포르투갈어: Totalmente Demais)는 2015년 방영된 브라질의 텔레노벨라이다.